# Stenodynerus williamsi
Stenodynerus williamsi är en stekelart som beskrevs av Richard Mitchell Bohart 1949. Stenodynerus williamsi ingår i släktet smalgetingar, och familjen Eumenidae. Inga underarter finns listade i Catalogue of Life.